# Sozialwerke der Bundesverwaltung

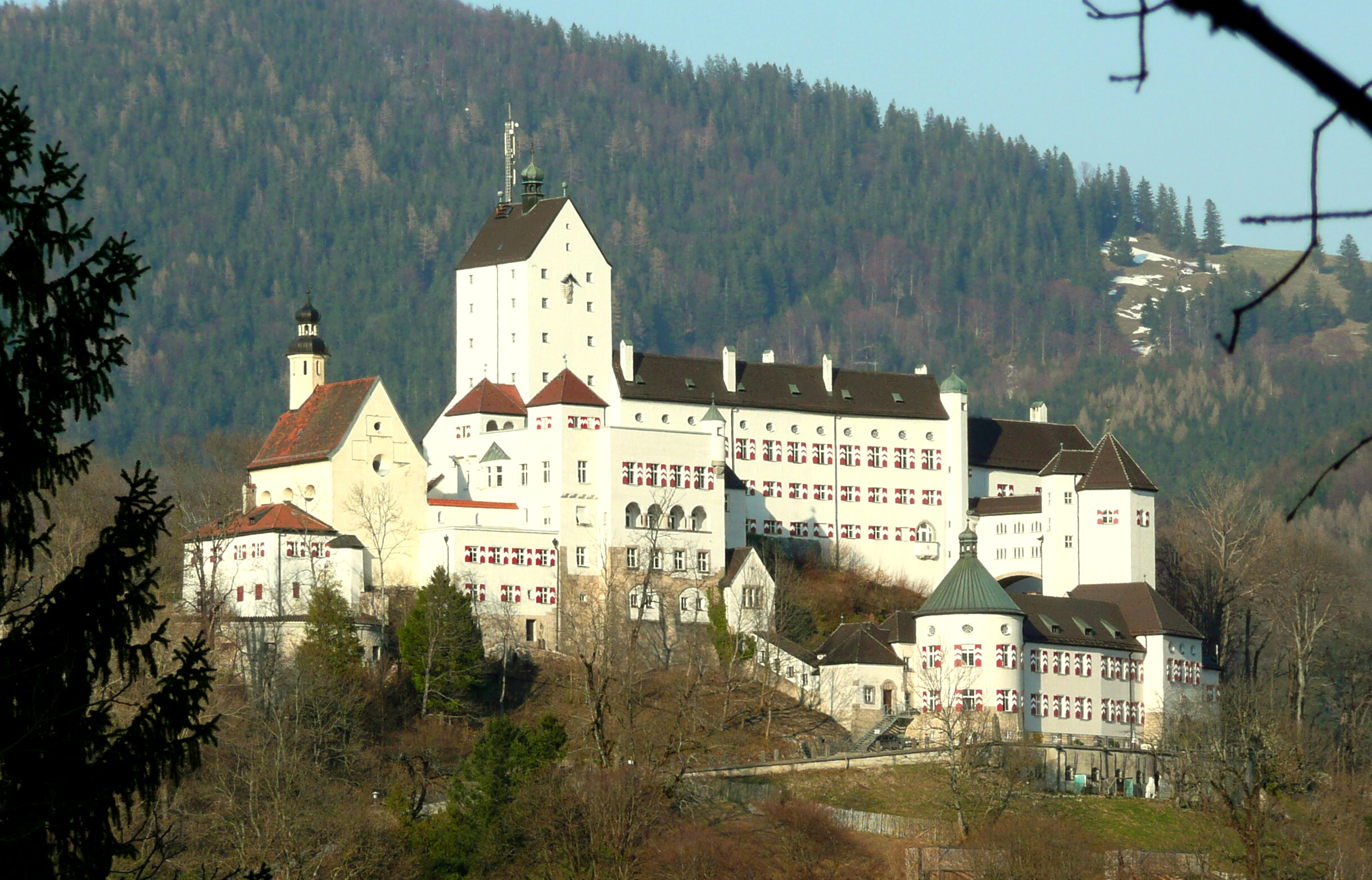
Schloss Hohenaschau Ferienhaus der Bundesfinanzverwaltung

Die deutschen Sozialwerke der Bundesverwaltung sind gemeinnützige eingetragene Vereine, die Aufgaben der sozialen, gesundheitlichen, sportlichen und kulturellen Fürsorge für Bundesbedienstete und ihre Angehörigen wahrnehmen. Sie bieten insbesondere Urlaubsmöglichkeiten, darunter Kinder- und Jugendreisen an.

## Geschichte und Bedeutung
Die Sozialwerke der Bundesverwaltung wurden Ende der 1950er, Anfang der 1960er Jahre als Selbsthilfeeinrichtungen der Bundesbediensteten gegründet. Allein das Sozialwerk der Inneren Verwaltung hat nach eigenen Angaben mehr als 22.000 Mitglieder. Die Arbeitsgemeinschaft der Sozialwerke betreut 190.000 Mitglieder und deren Familienangehörige, insgesamt rd. 475.000 Personen in deutschen und ausländischen Dienststellen des Bundes. Die Sozialwerkseinrichtungen stehen nicht nur dem genannten Personenkreis, sondern gegen ein geringfügig höheres Entgelt auch Nichtmitgliedern offen. Eine ähnliche Funktion hat das Erholungswerk Post Postbank Telekom e.V., der Ferienanbieter für aktive und ehemalige Mitarbeiter der Deutschen Post AG, der Deutschen Postbank AG und der Deutschen Telekom AG.

## Leistungen
Zu den Leistungen der Sozialwerke gehören u. a.:
- Kinder- und Jugendfreizeiten einschließlich Sprachschulaufenthalten
- Internationale Jugendbegegnung
- Mütter- und Mutter-/Vater-Kind-Kuren
- Verschiedene Angebote zur Familienerholung
- Betreuung der Mitglieder im Ruhestand
- Behindertenfreizeiten und Seminare für Eltern behinderter Kinder
- Seminare für Schwerbehinderte.

## Einzelne Sozialwerke
- Bundeswehr-Sozialwerk
- Sozialwerk der Bundesfinanzverwaltung
- Sozialwerk der Bundesverwaltung für Verkehr und digitale Infrastruktur
- Sozialwerk der Inneren Verwaltung des Bundes
- Sozialwerk des Auswärtigen Amtes
- Sozialwerk des Bundeskanzleramtes
- Sozialwerk MachMit! der Arbeits- und Sozialverwaltung des Bundes

## Finanzierung und Förderung der Sozialwerke
Die Sozialwerke finanzieren sich durch Entgelte für die Übernachtungen bzw. Veranstaltungen (wie Sprachreisen), durch Mitgliedsbeiträge (2,90 Euro im Monat) und durch Fördermaßnahmen des Bundes. Einem Bericht des NDR-Magazins Panorama zufolge belaufen sich die staatlichen Subventionen auf neun Millionen Euro pro Jahr. Bezogen auf die 750.000 Angestellten und Beamten des Bundes entspricht dies einem Zuschuss von 12 Euro pro Jahr für jeden Beschäftigten.
Für das Sozialwerk der Bundesfinanzverwaltung hat der damalige Bundesminister Wolfgang Schäuble die Schirmherrschaft übernommen.

## Urlaubsmöglichkeiten in Deutschland

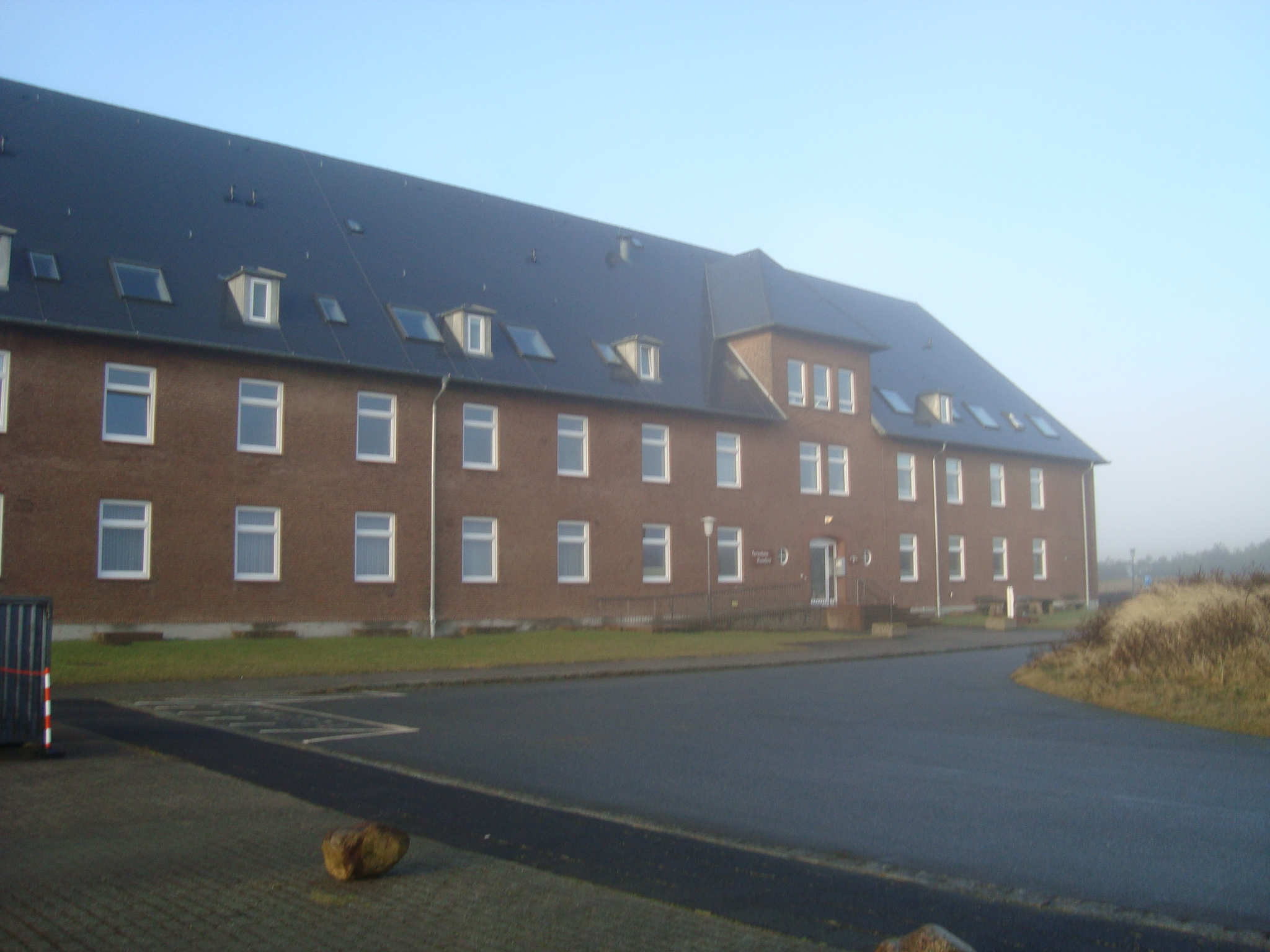
Ferienhaus Raanhus in Rantum/Sylt

Den Sozialwerken stehen Ferieneinrichtungen im Eigentum der Bundesanstalt für Immobilienaufgaben (BImA) und z. T. auch eigene Gebäude zur Verfügung. In einigen Fällen hat der Bund ehemalige Unterkunftsgebäude der Bundeswehr für Zwecke der Sozialwerke zur Verfügung gestellt, die für den neuen Zweck baulich hergerichtet wurden, u. a. auf Sylt.

## Kooperationspartner im Ausland
Die Sozialwerke arbeiten mit Partnerorganisationen im Ausland zusammen, sodass auch Urlaubsmöglichkeiten z. B. in Frankreich oder Schweden möglich sind.